# Willem van Mandaléa
Willem van Mandaléa (? - 1226) was een Normandische kruisridder uit Calabrië die in dienst was voor het koninkrijk Jeruzalem. 
In het Heilige Land trouwde hij met Agnes van Courtenay, de jongste dochter van Jocelin III van Edessa. Na diens dood in rond 1200 erfden Beatrijs van Courtenay, de oudste dochter van Jocelin, en haar man Otto van Botenlauben het heerschap van Jocelin. Met toestemming van Willem van Mandaléa verkocht Otto het land in 1220 aan de Duitse Orde.

## Huwelijk en kinderen
Willem van Mandaléa was getrouwd met Agnes van Courtenay en zij kregen samen één zoon:
- Jacob, (ca. 1200 - 1244) trouwde met Alice van Caesarea, dochter van Walter III van Caesarea